# 警察大學 (韓國)
警察大學（：／ Gyungchal Daehak）是韓國培養中級警務人員的公立大學，為警察廳的附屬機構，負責對即將進入國家安全部門的警務人員進行學術和體能訓練。1980年1月1日，警察大學根據1979年公布的《警察大學設置法》第1條正式設立，校長由治安正監擔任，校址位於忠清南道牙山市新昌面。學校象徵為喜鵲和櫸樹。
警察大學畢業生具有派任警衛的資格。

## 沿革
1979年12月28日，韓國《警察大學設置法》公布，1980年1月1日警察大學隨法令實施而正式成立，隸屬內務部（現行政安全部），原有的警察學院改組併入警察大學，同年8月1日設立公共安全研究所（치안연구소）。1981年3月9日，第一屆入學典禮舉行，1983年1月22日自仁川市搬遷至京畿道的龍仁校區（次年8月3日竣工），1984年1月21日設立附屬調查官培訓中心（現警察搜査硏修院）。
1985年4月9日，第一屆畢業生畢業，1986年10月27日設立反共幹部培訓中心（대공간부연수소），1988年10月20日成立公共安全問題研究所（공안문제연구소）。1991年7月31日，警察大學因內務部改組而改隸警察廳。1992年10月17日，將調查官培訓中心和反共幹部培訓中心重組擴編為警察偵查訓練中心（경찰수사연수소）及保安幹部培訓中心（보안간부연수소），1999年5月24日再將兩者合併重組為警察偵查和治安訓練學院（경찰수사보안연수소）。2005年7月5日，公共安全研究所和公共安全問題研究所合併重組為公共安全政策研究所（치안정책연구소）2007年3月30日，警察偵查和治安訓練學院脫離警察大學，直隸警察廳。
2013年6月17日，警察大學加入韓國大學敎育協議會。2016年2月29日，警察大學搬遷至忠清南道的牙山校區，並舉行第36屆入學典禮。

## 外部連結
- 警察大學（英文）